# Overland (Nebraska)
Overland ist eine Siedlung und ein Census-designated place im Hamilton County im Süden von Nebraska, Vereinigte Staaten, mit knapp 150 Einwohnern.

## Geografie
Die Gemeinde Overland befindet sich im Nordwesten des Countys, direkt am South Platte River. Die nächstgelegene größere Stadt ist Grand Island (6 km nordwestlich). Zu erreichen ist der Ort über den Nebraska Highway 66, der südlich vorbeiführt.